# Prymnbriareus nimberlinus
Prymnbriareus nimberlinus är en snäckart som beskrevs av Alan Solem 1981. Prymnbriareus nimberlinus ingår i släktet Prymnbriareus och familjen Camaenidae. IUCN kategoriserar arten globalt som livskraftig. Inga underarter finns listade i Catalogue of Life.